# 本中野駅

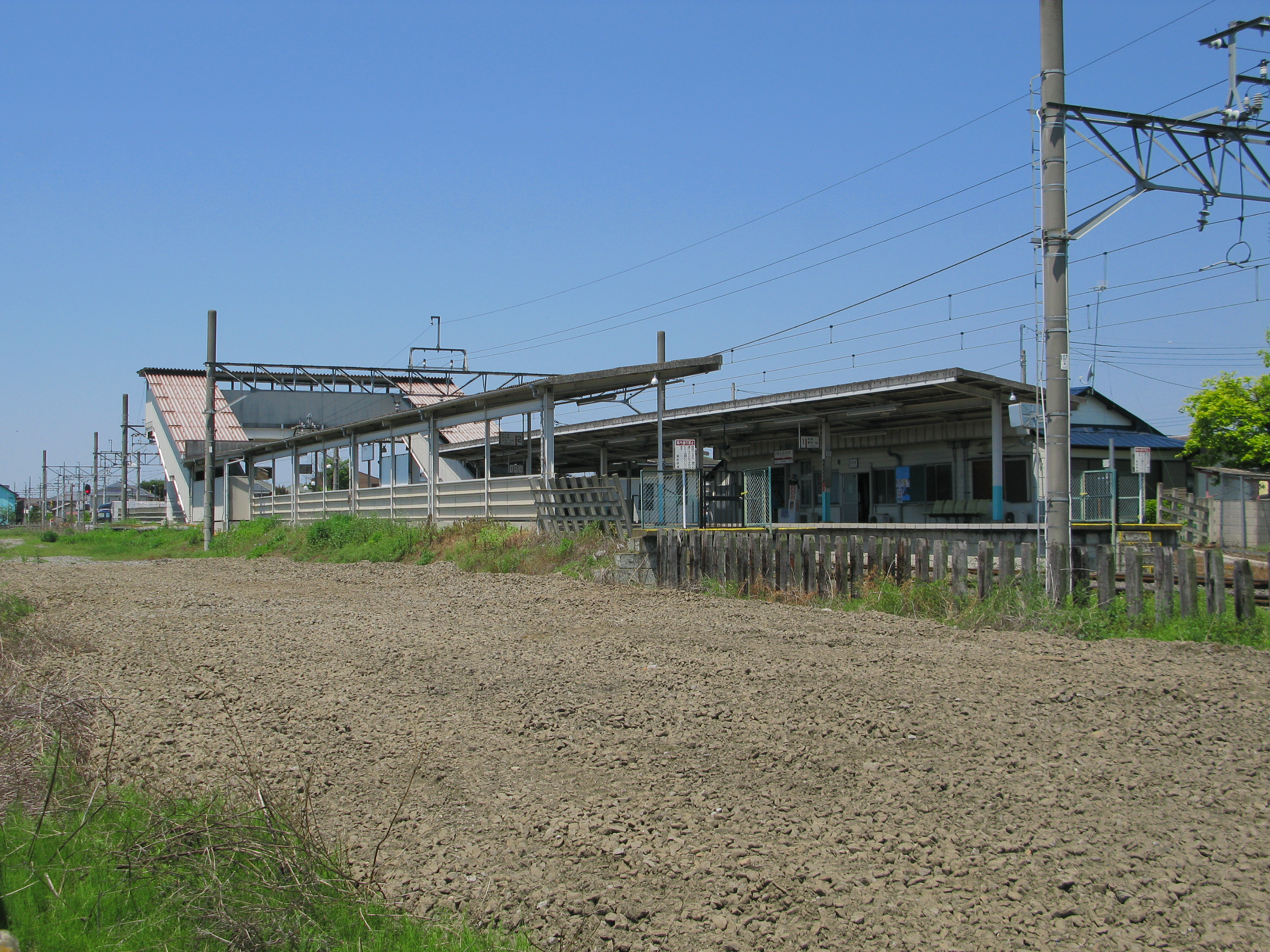
全景（2012年5月）

本中野駅（ほんなかのえき）は、群馬県邑楽郡邑楽町大字中野にある、東武鉄道小泉線の駅である。駅番号はTI 42。

## 歴史
中原鉄道開業時の停車場の場所は中野村光善寺下谷官林であった。しかし設置にあたり中野村の地主達は現在地（中野村化楽）に変更するよう要求した。ただ代価が高価なこともあり会社案で強行したところ1916年に中野村の地主達は株式の未払いという抵抗を見せたため訴訟問題に至り、結局地元の有力者の斡旋により1919年には会社側が移転案をのんだ。1919年8月13日付けで路線変更の認可を受け用地買収にかかったがそこでも反対が起こり、再度有力者の手を借りようやく1921年7月16日に用地を買収し、1922年5月29日移転届を提出しこの問題は収まった。
- 1917年（大正6年）3月12日 - 開業[1][2]。
- 1922年（大正11年）6月1日 - 移転[3]。
- 1963年（昭和38年） - 貨物扱い廃止。

## 駅構造
相対式ホーム2面2線を有する地上駅。木造駅舎を有する。駅舎は館林方面ホーム側にあり、西小泉方面ホームとは跨線橋により連絡している。
駅の営業時間は6:00 - 21:00である。

### のりば
| 番線 | 路線   | 方向 | 行先       |
| ---- | ------ | ---- | ---------- |
| 1    | 小泉線 | 上り | 館林方面   |
| 2    | 小泉線 | 下り | 西小泉方面 |

## 利用状況
2024年度の1日平均乗降人員は863人である。
近年の1日平均乗降人員の推移は下表の通りである｡
| 年度               | 1日平均 乗降人員 | 出典        |
| ------------------ | ---------------- | ----------- |
| 2001年（平成13年） | 1,210            | [ 東武 2 ]  |
| 2002年（平成14年） | 1,184            | [ 東武 3 ]  |
| 2003年（平成15年） | 1,199            | [ 東武 4 ]  |
| 2004年（平成16年） | 1,184            | [ 東武 5 ]  |
| 2005年（平成17年） | 1,164            | [ 東武 6 ]  |
| 2006年（平成18年） | 1,130            | [ 東武 7 ]  |
| 2007年（平成19年） | 1,113            | [ 東武 8 ]  |
| 2008年（平成20年） | 1,057            | [ 東武 9 ]  |
| 2009年（平成21年） | 1,064            | [ 東武 10 ] |
| 2010年（平成22年） | 1,055            | [ 東武 11 ] |
| 2011年（平成23年） | 1,009            | [ 東武 12 ] |
| 2012年（平成24年） | 1,036            | [ 東武 13 ] |
| 2013年（平成25年） | 1,117            | [ 東武 14 ] |
| 2014年（平成26年） | 1,124            | [ 東武 15 ] |
| 2015年（平成27年） | 1,080            | [ 東武 16 ] |
| 2016年（平成28年） | 1,057            | [ 東武 17 ] |
| 2017年（平成29年） | 1,036            | [ 東武 18 ] |
| 2018年（平成30年） | 1,042            | [ 東武 19 ] |
| 2019年（令和元年） | 963              | [ 東武 20 ] |
| 2020年（令和02年） | 626              | [ 東武 21 ] |
| 2021年（令和03年） | 732              | [ 東武 22 ] |
| 2022年（令和04年） | 809              | [ 東武 23 ] |
| 2023年（令和05年） | 871              | [ 東武 24 ] |
| 2024年（令和06年） | 863              | [ 東武 1 ]  |

## 駅周辺
- 邑楽町役場
- 邑楽町立図書館
- 邑楽シンボルタワー「未来MiRAi」
- 館林消防署邑楽分署
- 邑楽町立邑楽中学校
- 邑楽町立中野小学校
- 邑楽町立中野東小学校
- 新中野団地
- 中野郵便局
- 梅宮神社
- 光善寺
- 中野キリスト教会
- 永明寺のキンモクセイ（国の天然記念物）

## バス路線
駅前に停留所がある。
- 邑楽町公共路線バス 町内循環線
  - 右回り 邑楽町役場・おうらバスターミナル方面
  - 左回り 福祉センター・篠塚駅方面

## 隣の駅
東武鉄道
 小泉線
成島駅 (TI 41) - 本中野駅 (TI 42) - 篠塚駅 (TI 43)